# تاوجوت
تاوجوت هي قرية أمازيغية تونسية، تتبع إداريا معتمدية مطماطةالواقعة في ولاية قابس. هي إحدى القرى القليلة المتبقية في تونس التي يتحدث أهلها اللغة الأمازيغية بالكامل، إلى جانب قرية تامزرط (3 كم جنوبا) وقرية زراوة (4 كم شمال غرب).
وتُعرف هذه القرية بطبيعتها الجبلية ومناخها البارد، وأغلب سكانها هم من الأمازيغ، ولا يزال عدد منهم يتحدث اللهجة الأمازيغية، أو كما يسميها التونسيون "الشِلحة"، إضافة إلى اللغة العربية.
يقطن قرية تاوجوت أكثر من 360 عائلة، وأكثر من 1500 ساكن يعملون في الحرف التقليدية والزراعة والرعي والتجارة. 
تحتوي القرية على مسجد و مستوصف ومدرسة وناد للشباب ومقهى ومعصرة زيت وبعض المحلات ومنازل محفورة في أجنحة الجبال وبها عدد من الإنفاق المرتبطة ببعضها استعملها سكانها الأوائل للتخفي من الغزات. وعدد من الانهج والممرات والساحات منها: أغاسرو في أعلى جبل تاوجوت والبظحث وسط القرية أين يتجمع أهل القرية في الاعراس وايخف انيسلي وايخف نوغلاذ، الحاف، الزاوية، امي نينج، الملتجي.
وتوجد بالقرية بعض الزوايا ومقامات الأولياء الصالحين: عبد القادر، وسيدي حسين وسيدي خليفة.
تحتوي القرية على فسقيات ومواجل لتخزين مياه الامطار وبعض البساتين الصغيرة تسمى الجسور والكواتر. 
وينتمي اغلب سكان القرية إلى العروش التالية: الشعلان، القويرح، الداهش، الرمضاني، بوكسولة، بحار، حلوص، الشاوش، سلامة، تاوجوتي، عاشور، ابراهيمي، يحياوي،... 
ويعرف سكان تاوجوت بحب الأرض والجدية، متحابين فيما بينهم، ولا تضيع بين أهلها أمانة، ويكرمون الضيف، وعادة ما يجمع بينهم الاحترام والتحابب،  ويتصاهرون فيما بينهم ويحضر جميع أهل القرية مراسم وحفل الزواج بعفوية ودون تكلف، وهو ما يميز أهل هذه القرية.